# Celinowo (województwo wielkopolskie)
Celinowo – wieś w Polsce, położona w województwie wielkopolskim, w powiecie konińskim, w gminie Skulsk.
W latach 1975–1998 wieś administracyjnie należała do województwa konińskiego.